# Haplopappus diplopappus
Haplopappus diplopappus és una espècie de planta fanerògama que pertany a la familia de les asteràcies (Asteraceae).

## Descripció
Haplopappus diplopappus arriba a una mida de 5-15 cm d'alçada quan està en flor, generalment forma petites catifes. Les fulles són obovades o oblanceolada-espatulades, peludes, de 1.5 a 4 cm per 8 a 20 mm, aguda la punta i amb una destacada xarxa de venes, amb tres a sis parells de dents gruixudes i espinoses. La inflorescència en tiges frondoses de la planta principal, però disminueix en mida cap a l'àpex. Els caps florals són solitaris, semiesfèrics, d'1,5 cm d'amplada amb flors ligulades grogues d'uns 1 cm de llarg. Haplopappus diplopappus var. diplopappus té bràctees involucrals glabres.

## Distribució
Haplopappus diplopappus es troba a la Serralada dels Andes del Xile Central i l'Argentina.

## Taxonomía
Haplopappus diplopappus va ser descrita per J. Rémy i publicat a Flora Chilena 4(1): 56, a l'any 1849.
Etimologia.
Haplopappus: nom genèric que deriva de les paraules gregues: kaploos, que significa "simple", i pappos, que significa "plomissol o borrissol", en referència a l'anell únic del borrissol.
diplopappus: epítet que deriva de les arrels gregues diploos que vol dir "doble" i pappos, que significa "plomissol o borrissol", en referència a l'anell únic del borrissol.
Sinonímia
- Aster diplopappus	(J.Rémy) Kuntze	Revis. Gen. Pl. 1: 318 (1891)
- Aster venosus	Kuntze	Revis. Gen. Pl. 1: 317 (1891)
- Aster retinervius	Kuntze	Revis. Gen. Pl. 1: 317 (1891)
- Aster villiger Kuntze	Revis. Gen. Pl. 1: 317 (1891)
- Diplopappus spinulosus Hook. & Arn. Companion Bot. Mag. 2: 46 (1836)
- Haplopappus diplopappus var. diplopappus
- Haplopappus reticulatus Phil.	Linnaea 28(6): 725. 1858 [Feb 1858]
- Haplopappus peteroanus Phil. Anales Univ. Chile 87: 609 (1894)
- Haplopappus pallidus Phil. Anales Univ. Chile 87: 596 (1894)
- Pyrrocoma reticulata Phil. Linnaea 28: 731 (1858)[4]